# Armo (Ligurien)
Armo (im Ligurischen: Àrmu) ist eine norditalienische Gemeinde mit 120 Einwohnern (Stand 31. Dezember 2023) in der Region Ligurien, politisch gehört sie zu der Provinz Imperia.

## Geographie
Armo liegt am Kopfende eines Seitentals der Arogna, einem Nebenfluss der Arroscia. Die Gemeinde befindet sich am Fuße des Monte Rocca delle Penne. Armo gehört zu der Comunità Montana Alta Valle Arroscia und ist circa 31 Kilometer von der Provinzhauptstadt Imperia entfernt.
Nach der italienischen Klassifizierung bezüglich seismischer Aktivität wurde die Gemeinde der Zone 3 zugeordnet. Das bedeutet, dass sich Armo in einer seismisch wenig aktiven Zone befindet.

## Klima
Die Gemeinde wird unter Klimakategorie E klassifiziert, da die Gradtagzahl einen Wert von 2536 besitzt. Das heißt, die in Italien gesetzlich geregelte Heizperiode liegt zwischen dem 15. Oktober und dem 15. April für jeweils 14 Stunden pro Tag.